# VV Haaglanden
VV Haaglanden is een volleybalvereniging uit Voorburg, Zuid-Holland, Nederland. De club is ontstaan uit verschillende fusies en is van oorsprong een van de oudste van het land. Het speelt de thuiswedstrijden in de Voorburgse wijk Essesteijn.
In het seizoen 2016/17 komt het eerste herenteam uit in de 2e divisie, het eerste damesteam in de promotieklasse C.

## Historie
In 1951 ging de volleybalafdeling van de Voorburgse Sport Vereniging TONEGIDO zelfstandig verder, ook als Tonegido. In 1962 werd "JOV" opgenomen en in 1972 volgde een fusie met "Scorpio" tot "Tonegido Scorpio Combinatie" (TSC).
In 1951 ontstond ook "HML/CLV" als fusie tussen "HML" (Haags Montessori Lyceum) en "CLV" (Christelijk Lyceum Voorburg). Zij werden getraind door de beroemde volleybalpioniers Cees en Jan van Zweeden. In 1971 gingen HML/CLV, "Syrena" en "VVC" (Volleybal Vereniging Corbulo) samen verder als "Corbulo". In de jaren 70 en 80 lag de toptijd van de club, die ook onder de sponsornamen, Gaggenau, Roswell en Starlift speelde. Landskampioenschappen werden in 1975 (Gaggenau) en in 1979, 1982 en 1983 (Starlift) behaald. In 1979 speelden ze de finale om de Europacup 1 die ze verloren van het Poolse Plomien Milowice. De Europacup 3, of de Coupe Conféderale, werd in 1982 gewonnen en daarmee was het de eerste Nederlandse ploeg die een Europese titel won.
In 1989 gingen beide 'bloedgroepen' samen verder als "Tonegido Voorburg", later, om sponsorredenen, als Visade Voorburg om in 2014 onder de naam "VV Haaglanden" verder te gaan.
In 1996 werd er samen met de Voorburgse verenigingen VSV TONEGIDO (voetbal) en VCC (cricket) besloten tot een nauwe samenwerking.

## Erelijst
| Competitie    | Mannen                 | Vrouwen    |
| ------------- | ---------------------- | ---------- |
| Landskampioen | 1975, 1979, 1982, 1983 |            |
| Bekerwinnaar  | 1982, 1983             | 1979, 1982 |
|               |                        |            |
| Europacup 1   | 1978 (finalist)        |            |
| Europacup 3   | 1982                   |            |